# Anneleen Lenaerts
Anneleen Lenaerts (Peer, 26 april 1987) is een Belgisch harpiste.

## Biografie
Anneleen Lenaerts is een van de meest bekroonde harpisten van haar generatie. Reeds op jonge leeftijd behaalde ze een reeks indrukwekkende prijzen op internationale wedstrijden en concerteerde ze in de belangrijkste Europese concertzalen.
Lenaerts studeerde aan de stedelijke academie te Beringen. Haar harpopleiding genoot ze bij Lieve Robbroeckx en vervolgens aan het  Koninklijk Conservatorium van Brussel bij Jana Bouskova, waar ze in 2008 het masterdiploma harp met grootste onderscheiding in ontvangst mocht nemen. Nadien trok ze naar Parijs voor de 'Cours de perfectionnement' aan de École Normale de Musique de Paris bij Isabelle Perrin. Ze volgde bovendien masterclasses bij vele vooraanstaande harpisten. Verder studeerde ze ook harmonieleer, contrapunt en fuga aan het Brusselse Conservatorium.
In december 2010 werd ze aangesteld als soloharpiste bij de Wiener Philharmoniker en de Weense Staatsopera.
Anneleen Lenaerts is de zus van componist en dirigent Wouter Lenaerts.

## Erkentelijkheden
- 2010 - toegelaten bij Wiener Philharmoniker als soloartiest
- 2011 - Klaraprijs jonge belofte
- 2019 - Ereteken van de Vlaamse Gemeenschap
- 2022 - Commandeur in de Kroonorde (tgv Nationale Feestdag 21-07-2022)

## Discografie

### Cd's
- Chopin & Liszt: transcripties voor harp
- Egan Records: muziek van Bach, Fauré, Sancan, D'Haene, Renié, Karol Beffa, Walter-Küne
- Harp - Oboe: muziek van Ravel, Debussy, Grovlez, Saint-Saëns, samen met hoboïst Karel Schoofs
- Art of the Mandolin: muziek van Vivaldi, Beethoven, Bruce, Solima, Scarlatti, Ben-Haïm en Henze, samen met Avi Avital (mandoline), Sean Shibe (gitaar), Ophira Zakai (theorbe), Yizhar Karshon (klavecimbel), Anneleen Lenaerts (harp)
- Vienna Stories: muziek van Dvorák, Smetana, Wagner, Zabel, Liszt, Lenaerts, Walter-Kühne en Strauss.